# Comb Ridge
Comb Ridge (englisch für Kammgrat) ist ein bis zu 105 m hoher Gebirgskamm im Norden der westantarktischen James-Ross-Insel. Er bildet den östlichen und zugleich größten Teil eines Hügels am Ausläufer der Halbinsel The Naze.
Entdeckt wurde er vermutlich im Jahr 1902 bei der Schwedischen Antarktisexpedition (1901–1904) unter der Leitung Otto Nordenskjölds. Der Falkland Islands Dependencies Survey kartierte ihn 1946 und gab ihm seinen deskriptiven Namen.